# Efterretninger for Søfarende
Efterretninger For Søfarende, forkortet EfS, er et dansk tidsskrift, der indeholder oplysninger til søfarende for at sikre skibsfarten. Det indeholder særligt forhold i danske, færøske og grønlandske farvande, men bladet indeholder også oplysninger fra andre landes farvandsstyrelser.
Efterretninger For Søfarende er udkommet siden 1827, først i Tidsskrift for Søvæsen, og fra 1885 fra Marineministeriet. I perioden 1973-2011 blev det udgivet af Farvandsvæsenet og siden Søfartsstyrelsen. Bladet er udkommet elektronisk siden april 2010. I 2017 opdaterede Søfartsstyrelsen deres hjemmeside med et kort, som indeholdt skydeadvarsler, skydeområder og efterretninger for søfarende.